# HMS Barbados (K504)
La HMS Barbados (K504) fue una fragata clase Colony de la Marina Real británica.

## Historia
Fue puesta en grada el 11 de mayo de 1943, fue botada el 27 de agosto, y puesta en servicio el 18 de diciembre de ese mismo año. Siendo construida inicialmente para la Armada de los Estados Unidos, se denominó USS Halstead (PF-76). Transferida a la Marina Real británica, adoptó el nombre HMS Barbados (K504). Tras un servicio de tres años, en 1946, fue devuelta a los Estados Unidos y retirada definitivamente.